# كودكاديمي
كودكاديمي (بالإنجليزية: Codecademy)‏ هو موقع تفاعلي يوفر منصة لتعلم لغات برمجة مثل بايثون وجافا سكريبت وروبي وكذلك لغات الترميز مثل HTML وCSSـ.
بحلول سبتمبر 2011 وصل عدد مستخدمي الموقع 550,000 مستخدم أنهوا ما يزيد عن 6 ملايين تدريب. تلقى الموقع تقييمات وتعليقات إيجابية من مدونات ومواقع كثيرة، مثل نيو يورك تايمز وتك كرانش.
لتحفيز المستخدمين على التعلم يقدم الموقع شعارات عند إنهاء كل مجموعة من التدريبات. وكذلك نقاط يحصل عليها كل مستخدم لقاء ما أنجزه، وتظهر نقاط كل مستخدم لبقية المستخدمين. يسمح الموقع لأي مستخدم بكتابة ونشر الدروس باستخدام أداة مخصصة لإنشاء الدروس.

## نبذة تاريخية
تم إنشاء كودكاديمي في سنة 2011 من قبل زاك سيمز وريان ببنسكي. ترك سيمز تعليمه الجامعي في جامعة كولومبيا للتفرغ للعمل على مشروع، بينما تخرج ببنسكي من نفس الجامعة قسم علم الحاسوب وقسم فيزياء حيوية ، حصل مشروع الموقع على تمويل قيمته 2.5 مليون دولار في الجولة الأولى من تجميع مبالغ الاستثمار في أكتوبر 2011، و10 مليون دولار في الجولة الثانية في يونيو 2012